# Artemisia II.

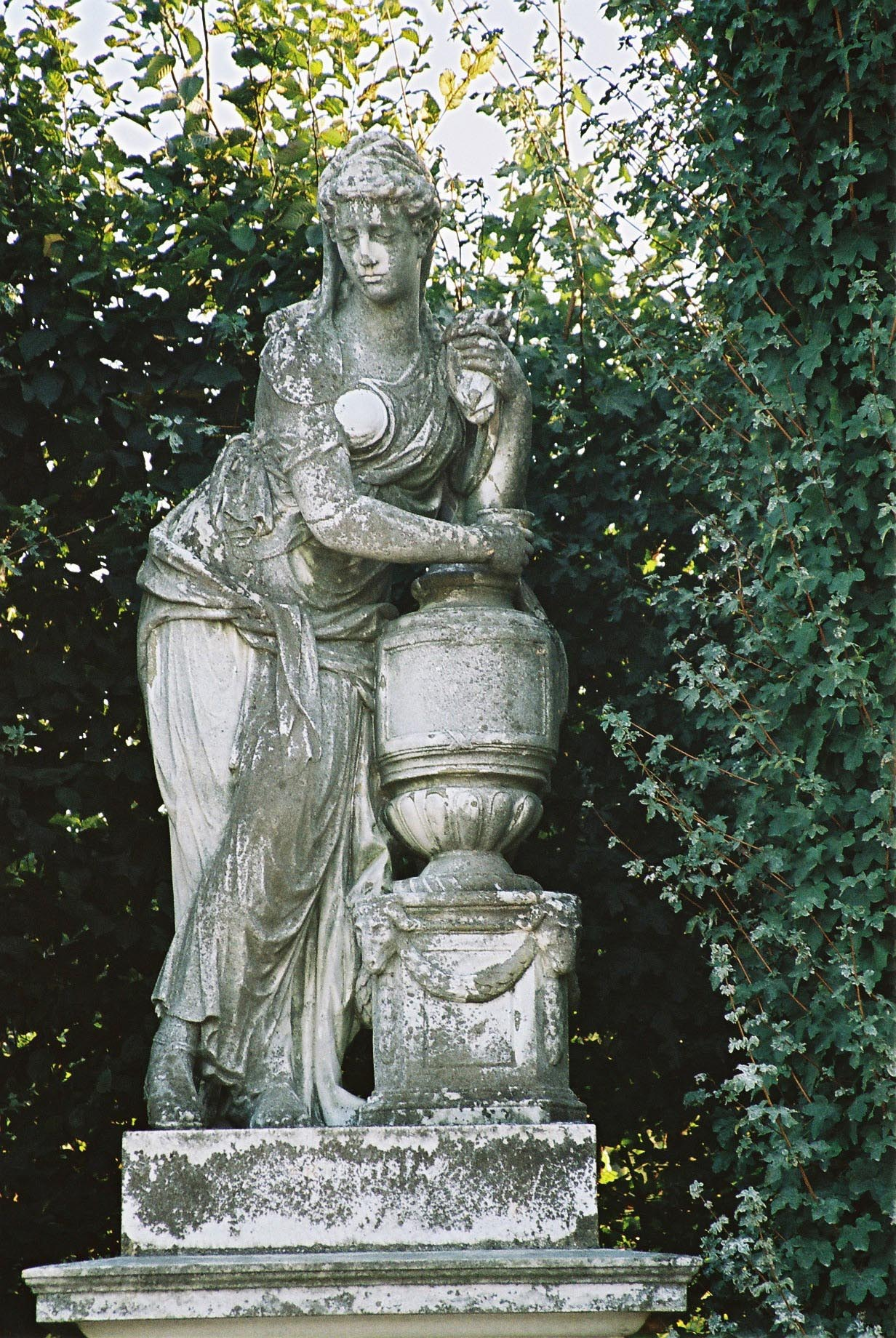
Artemisia mit Trinkgefäß und Urne mit der Asche ihres verstorbenen Gatten im Schlosspark Schönbrunn. Marmorstatue von Jakob Christoph Schletterer, vollendet von Johann Baptist Hagenauer um 1780

Artemisia II. (altgriechisch Ἀρτεμισία Artemisía; † 351/350 v. Chr.) war die ältere der beiden Töchter des karischen Satrapen und Dynasten Hekatomnos, des Begründers der Dynastie der Hekatomniden. Sie war die Schwester und Gattin von Hekatomnos’ Nachfolger Maussolos. Nach dem Tod ihres Mannes übernahm sie die Macht in Karien und regierte energisch und erfolgreich, doch starb sie schon nach zweijähriger Alleinherrschaft. In dieser Zeit ließ sie für Maussolos das Mausoleum von Halikarnassos als Grabstätte errichten.

## Jugend und Rolle als Mitherrscherin
Artemisia wuchs wohl am Hof ihres Vaters in Mylasa auf; erst Maussolos verlegte die Residenz nach Halikarnassos. Maussolos folgte 377 v. Chr. seinem Vater als Herrscher Kariens und konnte, obwohl er unter der Oberhoheit des persischen Königs stand, eine weitgehend unabhängige Machtstellung erlangen. Seine Schwestergemahlin Artemisia fungierte als Mitregentin. Dies geht zwar aus den Angaben der literarischen Quellen nicht hervor, ist aber inschriftlich bezeugt. Allerdings war Maussolos der politisch eindeutig dominante Partner. Das Geschwisterpaar verlieh in einem gemeinsamen Erlass der Stadt Knossos die Proxenie, den Status einer staatlichen „Gastfreundschaft“, wobei beide gleichermaßen die fixierte Rechtsgültigkeit des Erlasses garantierten: „Es wurde beschlossen von Maussolos und Artemisia“. Um 357/355 v. Chr. beschloss der Rat der Stadt Erythrai, das Herrscherpaar wegen seiner Verdienste um die Stadt zu ehren: Dem Dekret des Rats zufolge wurde auf dem Markt ein ehernes Standbild des Dynasten aufgestellt und im Athenetempel, dem Haupttempel von Erythrai, ein steinernes der Artemisia.
Der Hauptgrund für die Geschwisterehe war wohl das Bedürfnis, den Status der Dynastie zu erhöhen und ihre Sonderidentität zu etablieren.

## Alleinherrschaft
Nach Maussolos’ Tod herrschte die kinderlose Artemisia zwei Jahre lang von 353/352 bis 351/350 v. Chr. allein über Karien. Allerdings fehlt ein Quellenbeleg dafür, dass sie offiziell den Satrapentitel trug.
Gefahr drohte der Herrscherin von Athen. Der athenische Politiker Demosthenes drängte 351 v. Chr. in seiner Rede Über die Freiheit der Rhodier zu einer militärischen Intervention Athens auf Rhodos mit dem Ziel, die von lokalen Oligarchen unter der Oberherrschaft der karischen Dynastie regierte Insel den Hekatomniden zu entreißen und die im Exil lebenden rhodischen Demokraten dort an die Macht zu bringen. Dabei machte er geltend, es sei für die Athener schimpflich, sich vor einer Frau zu fürchten. Außerdem vertrat er die Meinung, Artemisia sei nicht wirklich am Besitz von Rhodos interessiert. Die Insel spiele in ihren Erwägungen nur insofern eine Rolle, als sie ihr dazu dienen könne, sich beim Perserkönig Artaxerxes III. beliebt zu machen, wozu sie aber angesichts von dessen gegenwärtiger Schwäche keinen Anlass mehr habe. Eigentlich liege es eher im Interesse der Herrscherin, dass Rhodos in den athenischen Machtbereich gerate, als dass es unter persischer Kontrolle stehe; daher werde sie einem Angriff der athenischen Flotte nur halbherzig Widerstand leisten. Damit sprach Demosthenes der karischen Außenpolitik weitgehend die Eigenständigkeit ab. Seine Einschätzung der Lage wird in der Forschung als unrealistisch beurteilt und seine Darstellung des persisch-karischen Verhältnisses als verzerrt bezeichnet. Die Bürgerschaft lehnte den vorgeschlagenen Feldzug ab.
Als den auf Rhodos regierenden Oligarchen die Gefahr eines athenischen Angriffs nicht mehr drohte, versuchten sie sich von der Hekatomniden-Dynastie unabhängig zu machen und wollten sogar Halikarnassos erobern. Der Grund lag vermutlich darin, dass die Oligarchen Kaufleute und Schiffseigentümer waren, deren Geschäfte durch die wachsende Bedeutung des Handelsplatzes Halikarnassos beeinträchtigt wurden. Eine dauerhafte Besetzung von karischem Festlandterritorium war wohl nicht beabsichtigt, denn dies hätte der persische Großkönig nicht geduldet; doch immerhin konnten die Angreifer hoffen, einen beträchtlichen Teil der hekatomnidischen Kriegsflotte und ihrer Handelsschiffe zu erbeuten oder zu zerstören und so die konkurrierende Handelsmacht entscheidend zu schwächen, vielleicht auch die Dynastie zu stürzen.
Eine Überraschung gelang jedoch nicht, denn Artemisia erfuhr frühzeitig von dem bevorstehenden Angriff und konnte sich vorbereiten. Sie ließ heimlich eine gut ausgerüstete Flotte in einen versteckt gelegenen Hafen bringen, während die Bürger von Halikarnassos auf ihr Geheiß die in der Nähe gelandete rhodische Streitmacht begrüßten und ihre Unterwerfung vortäuschten. Anscheinend hatten die Angreifer schon damit gerechnet, in der Stadt von dortigen oppositionellen Kräften unterstützt zu werden. Als nun die Rhodier in die Stadt eindrangen, lief Artemisia mit ihrer Flotte aus dem verborgenen Hafen aus und bemächtigte sich der von ihrer Mannschaft entblößten rhodischen Schiffe. Die an Land gegangenen Insulaner wurden besiegt und die Karer fuhren mit deren Flotte nach Rhodos. Dort konnten sie ungehindert landen, weil die Einwohner glaubten, ihre Landsleute kämen siegreich zurück. So bekam Artemisia die Insel in ihre Gewalt. Sie ließ vornehme Rhodier hinrichten und als Siegesdenkmal zwei Bronzestatuen errichten, von denen eine sie selbst darstellte. Deren Aufstellungsort umbauten die Rhodier später und machten ihn unzugänglich; er hieß daher Abaton.
Durch eine Kriegslist gelang es Artemisia auch, das abgefallene Herakleia am Latmos wieder unter ihre Herrschaft zu bringen. Nachdem sie die Stadt nicht gleich hatte einnehmen können, veranstaltete sie im nahegelegenen Hain der „Göttermutter“ Kybele eine rituelle Feier im Rahmen des populären Kybele- und Attiskults, an der Eunuchen, Frauen, Flötenspieler und Paukenschläger mitwirkten. Das orgienartige Fest war so attraktiv, dass die Einwohner herauskamen, um ihm beizuwohnen. Daraufhin drangen die in einem Hinterhalt lauernden karischen Soldaten in das von Verteidigern entblößte Herakleia ein und eroberten es. Gegenüber ihrem Oberherrn Artaxerxes III. blieb Artemisia dagegen in Fortsetzung des Kurses ihres verstorbenen Brudergemahls bei einer vorsichtigen Politik.
Die Überlieferung betont Artemisias unvergleichliche Liebe zu ihrem Bruder und Ehemann sowie ihren großen Schmerz über seinen Verlust. Der Legende zufolge nahm sie nach seinem Tod seine Asche mit Wasser vermischt zu sich, um ihm ein lebendes Grab zu sein, und vollendete zu seiner ewigen Erinnerung nahezu das Mausoleum von Halikarnassos, das zu den sieben Weltwundern zählte. Zur Ausschmückung dieses berühmten Grabmals berief Artemisia die bedeutendsten griechischen Künstler. Sie richtete außerdem einen hochdotierten Redewettbewerb aus, bei dem lobende Nachrufe auf ihren verstorbenen Gatten gehalten werden sollten. Berühmte griechische Redner wie Theopompos, Naukrates von Erythrai und Theodektes nahmen daran teil, angeblich sogar Isokrates. Als Gewinner dieses Agons ging Theopompos hervor.
Vor Trauer um ihren geliebten Gemahl siechte Artemisia laut den Quellen dahin, sie überlebte ihn nur um zwei Jahre. Nachfolger wurden ihre ebenfalls miteinander verheirateten Geschwister Idrieus und Ada.

## Rezeption
Cicero nannte in seinen Tusculanae disputationes Artemisia als Beispiel einer Person, die ihr Leben nach dem Verlust in Trauer verbrachte, weil sie sich ihr Unglück täglich frisch vor Augen stellte und die Erinnerung nicht im Lauf der Zeit verdorren ließ.
Der römische Schriftsteller Valerius Maximus führte in seiner Sammlung historischer Denkwürdigkeiten, den Facta et dicta memorabilia, Artemisias Anhänglichkeit unter den Beispielen für eheliche Liebe an. Sie habe nicht nur das berühmte Grabmal errichtet, sondern habe selbst ihrem Gatten ein „lebendes und atmendes Grab“ werden wollen.
Der römische Gelehrte Plinius der Ältere berichtet in seiner Enzyklopädie Naturalis historia, Artemisia habe nach dem Ruhm getrachtet, dass eine Pflanze nach ihr benannt werde. Sie habe ihren Namen der Pflanze gegeben, die zuvor parthenis hieß. Es handelt sich um den Beifuß, der heute lateinisch Artemisia vulgaris genannt wird. Allerdings gibt Plinius auch eine alternative Etymologie des Pflanzennamens an.
Im 2. Jahrhundert stellte Aulus Gellius in seinen Noctes Atticae Nachrichten zu Artemisias Trauer zusammen, wobei er die Einzigartigkeit ihrer Leidenschaft hervorhob.
Der Kirchenvater Hieronymus lobte Artemisias Treue zu ihrem Gatten in seiner Schrift Adversus Iovinianum.
Der humanistische Schriftsteller Giovanni Boccaccio widmete Artemisia ein Kapitel seiner 1361/1362 verfassten Biographiensammlung Von berühmten Frauen (De mulieribus claris). Dort verherrlichte er ihre Liebe zu ihrem Gatten, die Errichtung des Mausoleums und den Sieg über die Rhodier. Die für christliche Leser höchst anstößige Geschwisterehe wollte er seinem Publikum nicht zumuten; daher behauptete er, die Eltern und die Heimat seiner Heldin seien unbekannt. Später schrieben mehrere Renaissance-Humanisten Werke, in denen sie die Tugenden und Leistungen herausragender Frauen priesen, wobei Artemisia als vorbildliche Gattin gewürdigt wurde. Zu den Autoren, die sie rühmten, zählen Bartolomeo Goggio (De laudibus mulierum, um 1487), Jacopo Filippo Foresti (De plurimis claris selectisque mulieribus, 1497), Agostino Strozzi (Defensio mulierum, um 1501), Mario Equicola (De mulieribus, um 1501) und Agrippa von Nettesheim (De nobilitate et praecellentia foeminei sexus, 1529). Im späten 15. Jahrhundert verglich Giovanni Sabadino degli Arienti die karische Herrscherin in seiner Biographiensammlung Gynevera de le clare donne mit seiner eigenen Gattin Francesca Bruni.